# مكتبة الإسكندرية
مكتبة الإسكندرية القديمة وعرفت باسم مكتبة الإسكندرية الملَكية أو المكتبة العظمى هي كبرى مكتبات عصرها، وقد شيدها بطليموس الأول. ويقال أنه تم تأسيسها علي يد الإسكندر الأكبر قبل حوالي ثلاثة وعشرين قرناً  ويقال أيضاً أنه تم تأسيسها على يد بطليموس الثاني في أوائل القرن الثالث قبل الميلاد، عام (285 ـ 247) قبل الميلاد  تعرضت المكتبة للعديد من الحرائق و دمرت تماماً في عام 48 ق.م وفي عام 2002 تم إعادة بنائها تحت اسم مكتبة الإسكندرية الجديدة.

## التاريخ
اختلف المؤرخون حول الشخص الذي بنى المكتبة، فمنهم من يقول أن الإسكندر وضعها في تخطيطه عند بناء الإسكندرية  وهو صاحب فكرة بنائها  ، بينما يعتقد أخرون أن بطليموس الأول هو من بناها والبعض الآخر يقول أنه أسست على يد بطليموس الثاني  باعتبار أنه من أكملها فبطلميوس الأول هو الذي أمر بتأسيس المكتبة وتنظيمها على نفقته، ثم أكمل ذلك خلفه بطليموس الثاني. جمع ديمتريوس الفاليري اليوناني نواة مكتبة الإسكندرية، وهو في بلاد اليونان، الذي كان يعمل كمستشار لبطليموس الأول  وهو من نظم المكتبة  وقد تم وضع تخطيطا معماريا وموضوعيا بحيث تكون معبرةً عن رصيد الفكر اليوناني وعلوم العصر. وهناك اختلاف في العام الذي تم إنشائها فيه فهناك من يقول أنها أنشئت في عام 330 قبل الميلاد  وهناك من يقول أنه تم إنشائها عام 288 قبل الميلاد 

## أمناء المكتبة

### قديماً[13][14]
- المكتبة الحديثة من الخارج الفاليري (284 ق.م).

المكتبة الحديثة من الخارج

- وزينودوتوس الأفيسي (284- 260 ق.م).
- وكاليماخوس البرقاوي (260- 240 ق.م).
- وأبوللونيوس الرودسي (240- 235 ق.م).
- وإراتوستثيس البرقاوي (235- 195 ق.م).
- وأريستوفانيس البيزنطي (195-180 ق.م).
- وأبوللونيوس إيدوجرافوس (180-160 ق.م).
- وأريستارخوس الساموتراقي (160-145 ق.م).

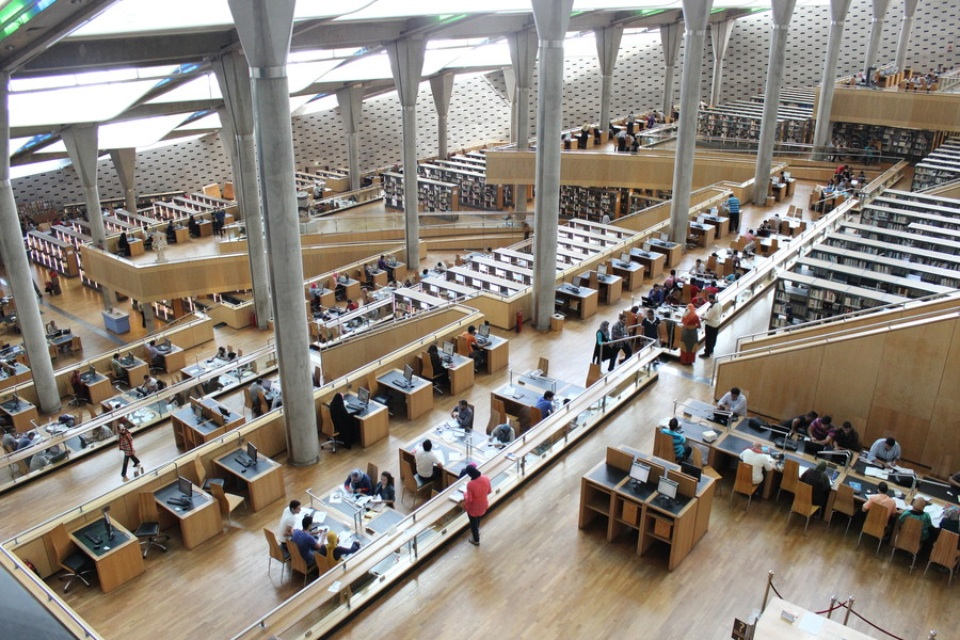
مكتبة الإسكندرية من الداخل

## المكتبة القديمة
كانت مكتبة الإسكندرية الملَكية أول مكتبة حكومية عامة عرفت في التاريخ وظلت أكبر مكتبات عصرها، أنشأت مكتبة الإسكندرية على يد خلفاء الاسكندر الأكبر منذ أكثر من ألفى عام لتضم أكبر مجموعة من الكتب في العالم القديم والتي وصل عددها آنذاك إلى 700 ألف مجلد بما في ذلك أعمال هوميروس ومكتبة أرسطو.
أمر بطليموس الأول بإنشائها 330 قبل الميلاد وتم الانفاق عليها ببذخ في عهد بطليموس الثاني حيث قام بتوسعتها وإضافة ملحقات لها، احتوت المكتبة علي عدد هائل من الكتب والمخطوطات بلغ الـ 700,000 مجلّد
ترجع شهرة مكتبة الإسكندرية القديمة (ببلتيكا دي لي اكسندرينا) لأنها أقدم مكتبة حكومية عامة في العالم القديم وليس لأنها أول مكتبات العالم فمكتبات المعابد الفرعونية كانت معروفة عند قدماء المصريين ولكنها كانت خاصة بالكهنة فقط والبطالمة أنفسهم الذين أسسوها كانوا يعرفون المكتبات جيدا كما ترجع عظمتها أيضا أنها حوت كتب وعلوم الحضارتين الفرعونية والإغريقية وبها حدث المزج العلمي والالتقاء الثقافي الفكري بعلوم الشرق وعلوم الغرب فهي نموذج للعولمة الثقافية القديمة التي أنتجت الحضارة الهلينستية حيث تزاوجت الفرعونية والاغريقية.
وترجع أهميتها أيضا إلى أهمية القائمين عليها حيث فرض على كل عالم يدرس بها أن يدع بها نسخة من مؤلفاته، ولأنها أيضا كانت في معقل العلم ومعقل البردي وأدوات كتابة مصر حيث جمع بها ما كان في مكتبات المعابد المصرية وما حوت من علم أون.
وأخيرا وليس آخر تحرر علمائها من تابو السياسة والدين والجنس والعرق والتفرقة فالعلم فيها كان من أجل البشرية فالعالم الزائر لها أو الدارس بها لا يسأل إلا عن علمه لا عن دينه ولا قوميته.

## حريق المكتبة
في عام 48 ق.م قام يوليوس قيصر بحرق 101 سفينة كانت موجودة على شاطئ البحر المتوسط أمام مكتبة الإسكندرية بعدما حاصره بطليموس الصغير شقيق كليوباترا بعدما شعر أن يوليوس قيصر يناصر كليوباترا عليه، وامتدت نيران حرق السفن إلى مكتبة الإسكندرية فأحرقتها حيث يعتقد بعض المؤرخون أنها دمرت.
في حين يذكر التاريخ كذلك أنه قد لحق بالمكتبة أضرار فادحة في 391 م عندما أمر الإمبراطور الروماني ثيودوسيوس الأول بتدميرها، ويطرح بعض المؤرخون نظرية أخرى أنه رغم حريق ثيودوسيوس الأول فإن المكتبة قد صمدت حتى العام 640م، حيث يقول بعض المؤرخين أنها دمرت تماما إبان فترة حكم عمرو بن العاص لمصر بأمر من الخليفة عمر بن الخطاب. في حين ينفي مؤرخون آخرون، مثل جوستاف لوبون أي صلة للمسلمين وعمرو بن العاص في حريق المكتبة، ويصفون هذا الاتهام بالخرافة والأسطورة حيث يقولون أن عمرو بن العاص دخل الإسكندرية في العام 642م في وقت لم تكن مكتبة الإسكندرية موجودة حتى يحرقها حيث يقولون أنه ثبت أن مكتبة الإسكندرية تم إحراقها عن آخرها في زمن الإمبراطور الروماني يوليوس قيصر عام 48 ق.م ".

حيث لم ترد في كتب الأقدمين كاليعقوبي، والبلاذري، وابن عبد الحكم، والطبري، والكندي، ولا في تاريخ من جاء بعدهم وأخذ منهم كالمقريزي، وأبي المحاسن، والسيوطي، وغيرهم.

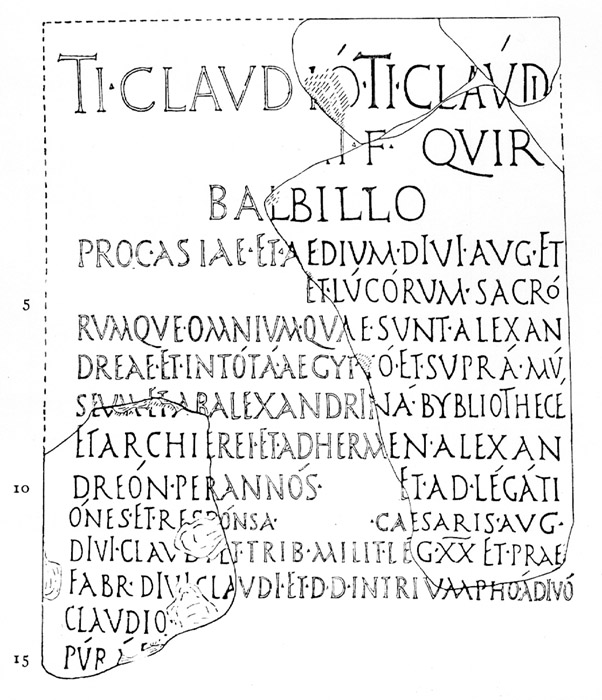
نقش يخص تيبيريوس كلاوديوس بالبيلوس (مؤرخ في 56 بعد الميلاد) والذي يسجل «أن مكتبة الإسكندرية كانت متواجدة بشكل ما في القرن الأول الميلادي».

وبحسب الرواية التي تتهم المسلمين بحرق المكتبة، فإنه بعد دخول العرب للإسكندرية في 22 ديسمبر عام 640 م. وتدمير أسوار المدينة، حدث أن تعرف عمرو بن العاص على عالم لاهوت مسيحي طاعن في السن (تلميذ الفيلسوف السكندري أمونيوس السابق ذكره، وهو معروف لدى العرب باسم يحيى النحوي، وقد ساهمت كتاباته إلى حد كبير في نقل الثقافة الإغريقية للعرب). وبعد العديد من الجدالات الدينية بين يوحنا وعمرو بخصوص التثليث والتوحيد وألوهية السيد المسيح طلب يوحنا من عمرو الحفاظ على الكتب الموجودة في مكتبة الإسكندرية لأن، حسب قول يوحنا، «بخلاف مخازن وقصور وحدائق المدينة، فإن تلك الكتب ليست ذات فائدة لعمرو أو لرجاله». حينئذ استغرب عمرو وسأل عن أصل تلك الكتب وفائدتها، فسرد له يوحنا قصة مكتبة الإسكندرية منذ تأسيسها على يد بطليموس الثاني. ولكن عمرو بن العاص رد عليه قائلا أنه ليس بإمكانه التصرف دون أخذ مشورة عمر بن الخطاب. فكتب بن العاص خطابا لبن الخطاب يستشيره في أمر المكتبة والكتب. بينما كان يوحنا وعمرو في انتظار الرد، أذن الأخير ليوحنا بزيارة المكتبة برفقة تلميذه الطبيب اليهودي فيلاريتيس Philaretes (وهو مؤلف كتاب طبي عن النبض وهو الكتاب المنسوب خطأً ليوحنا فيلوبونوس). وبعد عدة أيام أتى رد عمر بن الخطاب والذي قرأه وترجمه عمرو بن العاص على مسمع كلا من يوحنا وفيلاريتيس، وفيه ما معناه: «...وأما الكتب التي ذكرتها فان كان فيها ما يوافق كتاب الله ففي كتاب الله عنه غنى، وإن كان فيها ما يخالف كتاب الله فلا حاجة بنا إليها». وهكذا أمر عمرو بن العاص بتوزيع الكتب على حمامات الإسكندرية لاستخدامها في إيقاد النيران التي تُبقي على دفء الحمامات.
ويذكر المؤرخ المسلم القفطي في كتابه تراجم الحكماء أن إحراق تلك الكتب قد استمر لما يقارب الستة أشهر، وأن الكتب الوحيدة التي نجت من الحريق كانت بعض كتب الفيلسوف الإغريقي أرسطو وبعض كتابات إقليدس الرياضي وبطليموس الجغرافي. ورواية إحراق العرب لكتب مكتبة السيرابيوم كما ذكرها القفطي -وهو أقدم وأول من ذكرها على الإطلاق -مذكورة أيضا في كتب المواعظ والاعتبار في ذكر الخطط والآثار لشيخ المؤرخين المصريين تقي الدين المقريزي [بحاجة لمصدر]، والفهرس لابن النديم[بحاجة لمصدر]. كما يؤيد ابن خلدون في كتابه مقدمة ابن خلدون رواية إحراق العرب لمكتبة الإسكندرية وذلك بالنظر لسلوك العرب في نفس العصر، ومن أمثلة ذلك السلوك إلقاء سعد بن أبي وقاص لكتب الفرس في الماء والنار، وذلك بناء على أمر عمر بن الخطاب الذي بعث لبن أبي وقاص قائلا «إن يكن ما فيها هدى فقد هدانا الله بأهدى منه وإن يكن ضلالا فقد كفانا الله» [بحاجة لمصدر]. ولكن هذه الرواية لا تصح عند كثيرين من المؤرخين البارزين.
يُرجع البعض إحراق مكتبة الإسكندرية ليوليوس قيصر (100-44 ق.م.). وأحد أهم سنائد هذا الادعاء هو ما دوّنه يوليوس قيصر نفسه في كتابه Alexandrian War من أن النيران التي أشعلها جنوده لإحراق الأسطول المصري الموجود في ميناء الإسكندرية قد امتدت لتلتهم مخزنا مليئا بأوراق البردي يقع قريبا من الميناء. ولكن من الدراسة الجغرافية لموقع مكتبة الإسكندرية في حي بروخيون Bruchion بعيدا عن الميناء يتضح أن هذا المخزن يستحيل أن يكون المكتبة. كما أن شبهة حرق يوليوس قيصر لمكتبة الإسكندرية من السهل دحضها من خلال قراءة كتاب Geography للمؤرخ سترابو Strabo الذي زار الإسكندرية حوالي سنة 25 ق.م. والذي يستمد مادته العلمية من المصادر التاريخية التي كانت موجودة في مكتبة الإسكندرية في ذلك الوقت. وبالإضافة لذلك فإن سيسرو Cicero أشهر مؤرخي الامبراطورية الرومانية، والذي عُرف بعدائه الشديد ليوليوس قيصر، لم يذكر إطلاقا واقعة إحراق يوليوس قيصر لمكتبة الإسكندرية في كتابه الشهير Philippics مما يعد دليلا إضافيا على براءة يوليوس قيصر من تلك التهمة.
ورغم ذلك فإن بعض المؤرخين يتفقون على أن يوليوس قيصر هو بالفعل من قام بإحراق مكتبة الإسكندرية. وأحد هؤلاء المؤرخون هو بلوتارخ Plutarch في كتابه Life of Caesar الذي كتبه في نهاية القرن الأول الميلادي والذي ذكر فيه أن مكتبة الإسكندرية قد احترقت بفعل الحريق الذي بدأه يوليوس قيصر لتدمير الأسطول المصري المرابط في ميناء الإسكندرية. وفي القرن الثاني الميلادي، وفي كتابه Attic Nights، يذكر المؤرخ الروماني أولوس جليوس Aulus Gellius أن المكتبة الملكية الإسكندرية قد أُحرقت بطريق الخطأ عندما أشعل بعض الجنود الرومان التابعون ليوليوس قيصر بعض النيران. وفي القرن الرابع يتفق المؤرخان الوثني أميانوس مرسلينوس Ammianus Marcellinus والمسيحي أوروسيوس Orosius على أن مكتبة الإسكندرية قد أُحرقت خطأً بسبب الحريق الذي بدأه يوليوس قيصر. ولكن في الغالب هنا أن هؤلاء المؤرخين قد خلطوا بين الكلمتيّن اليونانيتيّن bibliothekas بمعنى مجموعة من الكتب وbibliotheka بمعنى مكتبة، وعلى هذا فقد ظنوا أن ما كُتب سابقا عن حرق بعض الكتب القريبة من الميناء والموجودة في بعض المخازن هو حرق لمكتبة الإسكندرية الشهيرة.
وعلى هذا، وبالنظر لما كتبه المؤرخون الرومان السالف ذكرهم، فمن المرجح أن المكتبة الملكية الإسكندرية قد أُحرقت بعد زيارة سترابو للمدينة حوالي 25 ق.م. ولكن قبل بداية القرن الثاني الميلادي، وإلا ما كان هؤلاء المؤرخون قد ذكروا حادثة حرقها ونسبهم إياها خطأً يوليوس قيصر. والنتيجة هي أن المكتبة قد دُمرت في الغالب بفعل شخص آخر غير يوليوس قيصر ولكن الأجيال التالية للحادثة اعتادت الربط بين الحريق الذي وقع في الإسكندرية إبان وجود يوليوس قيصر فيها وبين إحراق المكتبة.
ولكن من المعروف أن مكتبة الإسكندرية الملكية، أو المتحف كما كان يُطلق عليها حيث كانت تضم أصول العديد من أمهات الكتب في العالم، لم تكن المكتبة الوحيدة الموجودة في مدينة الإسكندرية، بل كانت هناك مكتبتان آخرتان على الأقل: مكتبة معبد السيرابيوم ومكتبة معبد السيزاريون. واستمرار الحياة الفكرية والعلمية في الإسكندرية بعد تدمير المكتبة الملكية، وازدهار المدينة كمركز العلوم والآداب في العالم ما بين القرن الأول الميلادي والقرن السادس الميلادي، قد اعتمدا على وجود هاتين المكتبتين وما احتوتاه من كتب ومراجع. ومن الموثق تاريخيا أن المكتبة الملكية كانت مكتبة خاصة بالأسرة المالكة وبالعلماء والباحثين، بينما كانت مكتبا السيرابيوم والسيزاريون مكتبتنيّن عامتيّن مفتوحتيّن أمام عامة الشعب. ويعود الفضل في إنشاء المكتبة الملكية لبطليموس الثاني فيلادلفيوس بينما أسس ابنه بطليموس الثالث معبد السيرابيوم والمكتبة الملحقة به. ولاحقاً عُرفت مكتبة السيرابيوم باسم المكتبة الأبنة Daughter Library. وبينما كان موقع المكتبة الملكية في حي بروخيون Bruchion الملكي بالقرب من القصور والحدائق الملكية، فقد كانت مكتبة السيرابيوم ومعبد السيرابيوم الذي للإله سيرابيس في حي راكوتيس Rhakotis الشعبي. وبينما حوت المكتبة الملكية النسخ الأصلية لمعظم كتب العالم، فقد كان من المعتاد وضع نسخ من تلك الأصول في مكتبة السيرابيوم.
وبعد إحراق المكتبة الملكية صارت مكتبة معبد السيرابيوم، الأكبر حجما من مكتبة معبد السيزاريون، المكتبة الرئيسية لمدينة الإسكندرية. وأول إشارة تاريخية لتلك المكتبة كانت في كتاب The Apology للعلامة المسيحي ترتليان Tertullian، حيث يذكر أن مكتبة البطالمة محفوظة في مكتبة السيرابيوم، وأن من ضمن ما تحتويه من كتب نسخة للعهد القديم يذهب يهود الإسكندرية لسماعها تُقرأ في المكتبة. وإذا اعتبرنا أن مكتبة البطالمة هي المكتبة الملكية، فيمكن القول بأن ما تم إنقاذه من كتب أصلية من مكتبة الإسكندرية الملكية قد تم نقله لمكتبة السيرابيوم لتوضع بجانب النسخ التي كانت موجودة بالفعل في تلك المكتبة الابنة. وهذا التحليل مدعم بما هو مذكور في رسالة ارستياس Letter of Aristeas (كاتب سكندري يهودي) والتي يرجع تاريخ كتابتها لنهاية القرن الأول الميلادي، من أن مخطوطات المكتبة الملكية قد نُقلت لمكتبة السيرابيوم. وفي عام 379 م. يعود القديس يوحنا ذهبي الفم لذكر مكتبة السيرابيوم في كلامه الموجه للأنطاكيين من أن مكتبة السيرابيوم تحوي نسخة العهد القديم التي أمر بطليموس الثاني فيلادلفيوس بترجمتها من العبرية لليونانية.
ثم في عام 391 م. قام بعض مسيحيي الإسكندرية بتحريض من البابا ثيوفيلوس بابا الإسكندرية بتدمير معبد السرابيون الوثني وبناء كنيسة فوق أنقاضه. ولكن تدمير السرابيون لم يطل مكتبته وذلك في الغالب لاحتوائها على العديد من أمهات الكتب المسيحية واليهودية بالإضافة للكتب العلمية الأخرى والتي كانت محل اهتمام العديد من العلماء الوثنيين والمسيحيين على السواء. وحتى نهاية القرن السادس الميلادي نجد العديد من الإشارات التاريخية لوجود مكتبة السيرابيوم في الإسكندرية، ومن تلك الإشارات وصف الفيلسوف السكندري امونيوس Ammonius لتلك المكتبة ولما حوته من كتب، مثل نسختيّن لكتاب المصنفات Categories لأرسطو.
وللباحث السوري الدكتور صلاح كَزَّارة كتاب "حريق مكتبة الإسكندرية فِرْيةٌ ظالمة أُلصِقَت بالعرب المسلمين"، نُشر ملخَّص له في جريدة أخبار الخليج بالمنامة، العدد 7559، الخميس 2 أكتوبر (تشرين الأول) 1998. وله أيضًا مقالة بعنوان "متى بدأت أكذوبة حَرْق العرب مكتبة الإسكندرية"، جريدة الحياة بلندن، العدد 13714، الخميس 28 سبتمبر (أيلول) 2000.

## محاولات بعث من جديد
في سنة 2002 وبدعم من منظمة الأمم المتحدة للتربية والتعليم والثقافة «اليونسكو» تم تدشين مكتبة الإسكندرية الجديدة وتقع كلتا المكتبتين في مدينة الإسكندرية بمصر.
وظل الحلم في إعادة بناء مكتبة الإسكندرية القديمة وإحياء تراث هذا المركز العالمي للعلم والمعرفة قد راود خيال المفكرين والعلماء في العالم أجمع.

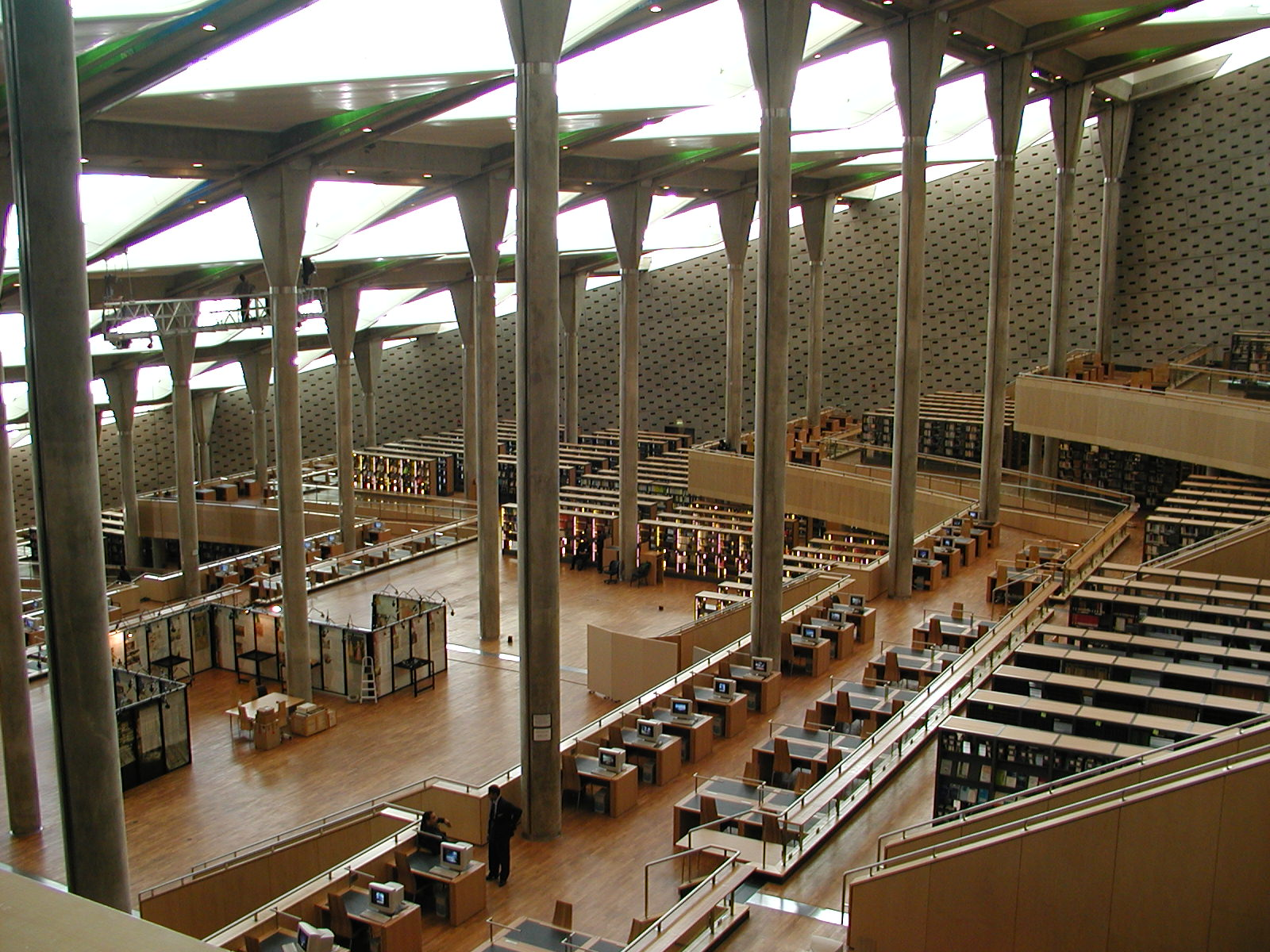

كانت البداية مع إعلان الرئيس السابق مبارك إعلان أسوان العام 1990 لإحياء المكتبة القديمة.
و مكتبة الإسكندرية هي أحد الصروح الثقافية العملاقة التي تم إنشاؤها، وتم تدشين مكتبة الإسكندرية الجديدة في احتفال كبير حضره ملوك ورؤساء وملكات ووفود دولية رفيعة لتكون منارة للثقافة ونافذة مصر على العالم ونافذة للعالم على مصر.
وهي أول مكتبة رقمية في القرن الواحد والعشرين وتضم التراث المصري الثقافي والإنساني، وتعد مركزًا للدراسة والحوار والتسامح. ويضم هذا الصرح الثقافي:
مكتبة تتسع لأكثر من ثمانية ملايين كتاب، ست مكتبات متخصصة، ثلاثة متاحف، سبعة مراكز بحثية، معرضين دائمين، ست قاعات لمعارض فنية متنوعة، قبة سماوية، قاعة استكشاف ومركزا للمؤتمرات..
بنيت مكتبة الإسكندرية الجديدة لتسترجع روح المكتبة القديمة فالمكتبة تطمح لأن تكون:
- - مركزا للمعرفة والتسامح والحوار والتفاهم.
- - نافذة للعالم على مصر
- - نافذة لمصر على العالم.

## الحكماء
فاق عددهم المائة في أكثر فترات المكتبة تألّقاً فكانوا ينقسمون إلى فريقين حسب التصنيف الذي وضعوه هم بأنفسهم الفيلولوجيون والفلاسفة. كان الفيلولوجيون يدرسون النصوص والنحو بكل تعمّق فبلغت الفيلولوجيا مرتبة كبرى العلوم فكان لها اتصال بعلم التاريخ والمثيوغرافيا. بينما يدرس الفلاسفة بقية العلوم سواء كانوا مفكرين أو علماء.
و من بين أجيال العلماء الذين تعاقبوا على مكتبة الإسكندرية وعملوا بها الساعات الطوال الدراسة والتمحيص، عباقرة حفظ التاريخ أسماءهم مثل أرخميدس (مواطن سيراقوسة)، وطوّر بها اقليدس هندسته، وشرح هيبارخوس للجميع حساب المثلثات وطرح نظريته القائلة بجيومركزية العالم فقال أنّ النجوم أحياء تولد وتتنقّل لمدة قرون ثمّ تموت في نهاية المطاف، بينما جاء أريستارخوس الساموزي بالأطروحة المعاكسة أي نظرية الهليومكزية (وهي القائلة بحركة الأرض والكواكب الأخرى حول الشمس وذلك قبل كوبرنيكوس بعدّة قرون).
نجد كذلك ومن بين جملة العلماء الذين عملوا في المكتبة إراتوسثينس والذي ألّف جغرافيّةً وأنجز خريطة على قدر كبير من الدقّة، وهيروفيلوس القلدوني وهو عالم وظائف استنتج أنّ مركز الذكاء هو الدماغ وليس القلب. كما كان من روّاد المكتبة الفلكيون طيمقريطس وأرسطيلو وأبولونيوس البرغامي وهو رياضي معروف، وهيرون الإسكندراني مخترع العجلات مسنّنة وآلات بخارية ذاتية الحركة وصاحب كتاب أفتوماتكا وهو أول عمل معروف عن الروبوتات. وفي مرحلة لاحقة وحوالي القرن الثاني في نفس المكان الفلكي كلاوديوس بطليموس وعمل بالمكتبة أيضا غالينوس الذي ألّف أعمالاً كثيرة حول فن الطب والتشريح.

## التوسعة والهدم
كما ذكرنا سابقا فإنّ المكتبة كانت جزءا من الموسيون ولكنها وفي مرحلة لاحقة اكتسبت أهمية وحجما كبيرين وبالتالي أصبح من الضروري إنشاء ملحق على مقربة منها.
يعتقد أن الملحق أو «المكتبة الوليدة» أنشأت بأمر بطليموس الثالث إفيرغيتيس، حيث أنشئ هذا الملحق على هضبة حي راكوتيس (والمعروف اليوم بحي كرموز)، في مكان من الإسكندرية بعيدا عن شاطئ البحر في معبد قديم شيّده البطالمة الأوائل للإله سيرابيس وسمي السرابيوم.
استطاعت هذه المكتبة الصمود وعبور القرون مكتسبة كسابقتها شهرة وأهمية كبيرتين في شتى أرجاء العالم. وقد حافظ الأباطرة الرومان، في ما بعد، على المكتبة وطوّروا تجهيزاتها بنظام تدفئة مركزية بمد أنابيب عبر الحوائط وذلك للحفاظ على جفاف الجو داخل المستودعات الأرضية.

## مجموعات مكتبة الإسكندرية القديمة
وعندما عرف تجار الكتب أن هناك سوقاً للكتب في الإسكندرية أسرعوا إلى مصر لبيع أندر الكتب وأثمن الوثائق للبطالمة.كما كانت المكتبات الشخصية مجالاً خصباً لتغذية مكتبة الإسكندرية بمجموعات كبيرة كما هو الحال بالنسبة لمكتبة أرسطو ومكتبة تيوفراستوس.
ومن طرق الحصول على الكتب، تفتيش حمولات السفن التي كانت ترسو في ميناء الإسكندرية ومصادرة أية كتب توجد على متنها وتستنسخ منها نسخ فقط تعطى لأصحابها ويحتفظ بالأصول في المكتبة مع أية تعويضات تطلب إذا كانت هناك أية مشاكل في هذا الإجراء.ومن خلال هذه الطرق تجمع عدد ضخم من الكتب شمل الإنتاج الفكري اليوناني المكتوب كله، وربما تكون المكتبة الرئيسية قد ضاقت بما تجمع فيها من كتب، مما استدعى إنشاء مكتبة فرعية لها في معبد السيرابيوم. وليست هناك أرقام محددة عن حجم المجموعات أو عدد الكتب التي كانت موجودة في المكتبتين.
وقد أعطى الكتاب الإغريق أرقاماً مختلفة عن عدد الكتب (اللفافات) التي كانت مقتناه في المكتبة، ويجب أن نعرف أن اللفافة الواحدة قد تنطوي على عدد من الأعمال كما أن الكتاب الواحد قد يقع في عدد من اللفافات.وتشير الأرقام إلى أن المكتبة الرئيسية بالمتحف كانت تضم 400 ألف لفافة غير مصنفة و90 ألف لفافة و800 مرتبة ومصنفة. وهذه الأرقام تسجل ما كانت عليه المجموعات في زمن كاليماخوس الذي توفي في سنة ما بين 235 و240 ق.م.
وتؤكد الوثائق أن أقصى رقم وصلت إليه المجموعة هو 700 ألف مجلد حتى القرن الأول قبل الميلاد، أي قبل الحريق الجزئي الذي عساه يكون قد وقع مع ضرب «يوليوس قيصر» للإسكندرية. ومن المؤسف أنه ليست لدينا أرقام مؤكدة بعد ذلك التاريخ وبعد تعويض كليوباترا كما قيل بمكتبة برجاموم بعد سقوطها في يد أنطونيو عام 41 ق.م والتي قدرت بنحو 200 ألف لفافة، وكانت فخراً للملوك الاتاليين، كذلك فمن الصعب معرفة الاتجاهات الموضوعية لمقتنيات المكتبة حيث لم يصلنا حتى الفهرس الذي وضعه كاليماخوس للمجموعات.

## المكتبة في القرن الواحد والعشرين
تم إعادة إحياء المكتبة في مشروع ضخم قامت به مصر بالاشتراك مع وكالة اليونسكو التابعة للأمم المتحدة، حيث تم بناء المكتبة من جديد في موقع قريب من المكتبة القديمة. تم افتتاح المكتبة الحديثة في أكتوبر 2002.

## وصلات خارجية
- موقع مكتبة الإسكندرية على الإنترنت نسخة محفوظة 10 فبراير 2010 على موقع واي باك مشين.
- مكتبة الإسكندرية الملكية: بقلم إسراء محمد عبد ربه، دورية كان التاريخية، ع1، سبتمبر 2008